# Seti (Band)
Seti (auch SETI) ist ein chilenisches Progressive-Rock-Projekt von Claudio Momberg, das im Jahr 2001 gegründet wurde.

## Bandgeschichte
Momberg, Keyboarder bei Subterra u. a., wurde 2001 von Mylodon Records zu einem Soloalbum angeregt. Er begann Stücke zu schreiben oder von seiner Hauptband nicht benutztes Material zu bearbeiten. Jaime Scalpello von Entrance und Eduardo Cuesta von Subterra wurden als Sänger bzw. Schlagzeuger engagiert. Eine Reihe weiterer Musiker trugen zu den Bass- und Gitarren-Aufnahmen für das Debütalbum bei, das 2005 erschien.
Erst kurz vor der Veröffentlichung von Life Signs hatte sich Momberg entschieden, das Projekt nach der Search for Extraterrestrial Intelligence zu benennen. Er entschied sich gegen den ursprünglich angedachten Namen Seven, als Tony Banks 2004 ein Soloalbum dieses Namens veröffentlichte.
Jaime Scalpello und Eduardo Cuesta spielten neben mehreren Gastmusikern auch das zweite Album ein, u. a. konnte Damian Wilson (Threshold) als Gastsänger gewonnen werden. Discoveries wurde 2010 veröffentlicht; ein Livealbum, auf dem auch zwei neue Stücke enthalten sind, folgte 2011. Die Arbeiten am dritten Studioalbum, das im Spätsommer 2016 erschien, nahmen mehrere Jahre in Anspruch. Von der vorherigen Besetzung waren nur noch Sänger Scalpello und Bassist Ramos beteiligt, und erstmals war mit Paula Vilches eine Sängerin Teil der Band. Damian Wilson war wieder Gastsänger; auch Steve Rothery und Clive Nolan (Pendragon, Arena) konnten für Gastbeiträge gewonnen werden.

## Diskografie
- 2005: Life Signs
- 2010: Discoveries
- 2011: One Giant Leap (Live)
- 2016: Bold Travels